# Vương tộc Áo-Este

Ferdinand của Áo-Este (1754–1806)

Francis IV của Áo-Este (1779–1846)

Francis V của Áo-Este (1819–1875)

Francis Ferdinand của Áo-Este (1863–1914)

Robert của Áo-Este (1915–1996)

Đại công tước của Áo-Este (tiếng Ý: arciduca d'Austria-Este; tiếng Đức: Erzherzog von Österreich-Este), or Habsburg-Este (tiếng Ý: Asburgo-Este), là một tước vị và họ hay được dùng bởi nhiều người thuộc nhà Habsburg-Lothringen để biểu hiện cho sự quan hệ với nhà Este, một dòng dõi quý tộc Ý mà đã cai trị Công quốc Modena và Reggio. Là một nhánh thứ của nhà Habsburg-Lothringen, các thành viên của Habsburg-Este cũng là đại công tước và nữ đại công tước của Áo, vương tử và vương nữ của Hungary và của Bohemia.

## Công tước của Modena thuộc nhà Este
Ercole III d'Este, Công tước của Modena cuối cùng thuộc nhà Este, bị hạ bệ vào năm 1796 bởi người Pháp khi vùng đất Ý của ông ta bị nhập vào Cộng hòa Cisalpine, và sau đó là một phần của Vương quốc Ý (1805–1814) mà vua chính là Napoleon. Vào năm 1814 Pháp chấm dứt cai trị Ý. Modena được giao trả lại cho con gái ông, bà Mary Beatrice d'Este và con trai của bà, Archduke Francis của Austria-Este sau khi công tước Ercole mất. Công tước Ercole được bồi thường công quốc Breisgau ở miền Nam nước Đức: Gia đình Habsburg đã nhường lại vùng này cho ông, khi lượng trước là nó sẽ lại trở thành sở hữu của nhà Habsburg, từ khi người con gái duy nhất của Ercole đã cưới một người con thứ hoàng tộc Habsburg, đại công tước Ferdinand của Áo-Este. Công tước Ercole chết vào năm 1803 và con gái ông và chồng bà được thừa hưởng Breisgau, nhưng họ lại mất đi (1805), khi Breisgau trở thành một phần của đại công quốc Baden.

## Công tước của Modena thuộc nhà Habsburg-Este
Nhà Habsburg-Este, có họ về đàng mẹ là nhà Este, lại cai trị công quốc Modena và Reggio từ 1814 tới 1859, dùng tên là Asburgo-Este (Habsburg-Este) có những tước hiệu khác như công tước của Reggio, của Mirandola, của Massa, hoàng tử của Carrara và Lunigniana, và từ 1847, công tước của Guastalla. Trong 1859 các lãnh thổ này mất quyền độc lập và nhập vào với Vương quốc Ý (1861–1946), và Francis V, công tước cuối cùng, bị hạ bệ. Francis V, công tước của Modena (1846–59, mất năm 1875) chuyển sang Áo sống.
Sau khi mẹ ông chết vào năm 1840, Francis được những người Jacobites xem là người nối ngôi cho ngai vàng ở Anh và Scotland. Khi Francis chết ở Viên vào ngày 20 tháng 11 năm 1875, gia đình ông không có người nối dõi. Người thừa kế là cháu gái của ông, nữ đại công tước Maria Theresa của Áo-Este (mất năm 1919), mà cưới Ludwig III của Bayern (họ sau này trở thành vua và vương hậu Bayern). Người thừa kế hiện tại là Franz, công tước của Bayern.

## Nhánh nhà Habsburg
Mặc dù không người nối dõi, Francis V đã quyết định giữ tên Este trong dòng dõi Habsburg, khi để lại tài sản khổng lồ cho đại công tước Franz Ferdinand của Áo, với các điều kiện, trong đó có việc người thừa hưởng và những người tiếp theo đó phải dùng tên nhà Este. Những tài sản không thuộc lãnh thổ được thừa hưởng bởi đại công tước Charles Louis của Áo, người em trai của hoàng đế Franz Joseph I của Áo, Áo-Este trở thành một nhánh trong hoàng tộc Áo.
Mặc dù là người thừa hưởng đầu tiên, đại công tước Franz Ferdinand (1863-1914), tuy không phải là con cháu trực tiếp của nữ công tước Este cuối cùng, (Mary Beatrice của Modena), ông ta đã lấy tên là Áo-Este. Vào năm 1896 ông thành người nối ngôi của đế quốc Áo, tuy nhiên theo những điều kiện về một nhánh của hoàng tộc, thì không thể phối hợp di sản của Áo-Este với dòng chính của nhà Habsburg (Đế quốc Áo Hung), nhưng ông ta đã bị ám sát vào ngày 28 tháng 6 năm 1914 tại Sarajevo trước khi trở thành hoàng đế. Bởi vì con cái Franz Ferdinand sinh ra trong một cuộc hôn nhân không môn đăng hộ đối, vào ngày 16 tháng 4 năm 1917 hoàng đế Franz Joseph, với tư cách là gia trưởng nhà Habsburg, đã ban cho cháu gọi bằng ông, Robert, đại công tước của Áo, tên họ, huy hiệu và tài sản của Áo-Este. Qua mẹ ông, bà Zita của Bourbon-Parma, Robert cũng là con cháu của công tước Ercole III của Modena, và như vậy là công tước cuối cùng của nhà Este mà đã lấy cái tên Áo-Este.

## Áo-Este
Khi Robert mất, con trai trưởng, đại công tước Lorenz, sinh năm 1955, mà là con của bà, công chúa Margherita của Savoy-Aosta, đã lên thay thế ông. Ông ta cưới công chúa Astrid của Bỉ, người con gái duy nhất của Albert II của Bỉ. Từ khi phái nữ được quyền thừa hưởng ngai vàng ở Bỉ (và phái nam không còn quyền được thừa hưởng trước), công chúa Astrid là người thừa kế ngôi vua Bỉ ngay sau khi vua Philippe của Bỉ mất. Như vậy chồng bà, đại công tước Áo-Este Lorenz, vào năm 1995 được thêm danh tước Hoàng thân của Bỉ. Những người con của hai người này, từ 1991, có danh tước đại công tước (nữ đại công tước) Áo-Este và hoàng tử (công chúa) của Bỉ. Người lớn tuổi nhất Amedeo của Bỉ, sanh năm 1986.

## Gia phả

### Đại công tước Áo
```
Maria Theresia của Áo, Nữ vương Hungary, Đại vương công Áo
 (1717–1780)
× 
Franz I
 (1708–1765)
|
+-- 
Ferdinand, Duke of Modena
 (1754–1806)
| × 
Maria Beatrice d'Este, Duchess of Massa, Princess of Carrara
 (1750–1829)
| |
| +-- 
Ferdinand of Austria-Este, Duke of Modena
 (1781–1850)
| +-- 
Karl
 (1785–1809)
| +-- 
Marie Ludovika
 (1787–1816)
| × 
Franz I of Austria

|
+-- 
Leopold II
 (1747–1792)
× 
Marie-Louise của Tây Ban Nha
 (1745–1792)
|
+-- 
Franz I
 (1768–1835)
× Marie Ludovika, daughter of his uncle Ferdinand Karl
× 
Maria Theresa of Two Sicilies
 (1772–1807)
|
+-- 
Ferdinand I
 (1793–1875)
+-- 
Marie Louise
, Empress of the French
+-- 
Maria Leopoldina
, Empress of Brazil
+-- 
Franz Karl
 (1802–1878)
× 
Sophie of Bavaria
 (1805–1872)
| 
+-- 
Franz Joseph
 (1830–1916)
| × 
Elisabeth in Bavaria
 ("Sissi" of Austria)
+-- 
Maximilian I of Mexico
 (1832–1867)
+-- Maria Anna Caroline Pia of Austria|Maria Anna (1835–1840)
+-- 
Ludwig Victor
 (1842–1919) (Ludwig Victor was younger than Karl Ludwig)
+-- 
Karl Ludwig
 (1833–1896)
× 
Maria Annunziata of Bourbon-Sicily

|
+-- 
Franz Ferdinand, Archduke of Austria-Este
 (1863–1914)
+-- 
Otto
 (1865–1906)
× 
Maria Josepha of Saxony

|
+-- 
Karl I
 (1887–1922), 
Last Emperor of Austria

| × 
Zita of Bourbon-Parma
 (1892–1989)
| |
| +-- 
Otto
 (1912–2011)
| | × 
Regina of Saxe-Meiningen
 (1925–2010)
| | |
| | +--
Karl
 (1961-), 
Current head of the House of Habsburg-Lorraine

| | | × 
Baroness Francesca Thyssen-Bornemisza de Kászon
 (1958-)
| | | |
| | | +-- 
Ferdinand Zvonimir von Habsburg
 (1997-)
| | |
| | +--
Georg von Habsburg
 (1964-)
| | × 
Duchess Eilika of Oldenburg
 (1972-)
| | |
| | +-- 
Károly-Konstantin
 (2004-)
| |
| +-- 
Robert, Archduke of Austria-Este
 (1915–1996)
| | × 
Margherita of Savoy-Aosta
 (1930–)
| | | 
| | +-- 
Maria Beatrix
 (1954–)
| | |
| | +-- 
Lorenz, Archduke of Austria-Este
 (born 1955),
| | | × 
Astrid of Belgium
 (1962–)
| | | | 
| | | +-- 
Archduke Amedeo of Austria-Este, Prince of Belgium
 (1986–), 
1st Heir

| | | | x 
Nobile
 Elisabetta Maria Rosboch von Wolkenstein (1987–)
| | | |
| | | +-- 
Maria Laura
 (1988–)
| | | +-- 
Joachim
 (1991–) 
2nd Heir

| | | +-- 
Luisa Maria
 (1995–)
| | | +-- 
Laetitia Maria
 (2003–)
| | |
| | +-- 
Gerhard
 (1957–) 
3rd Heir

| | | 
| | +-- 
Martin
 (1959–) 
4th Heir

| | × Princess Katharina von 
Isenburg
 (1971–)
| | | | 
| | | +-- 
Bartholomäus
 (2006–) 
5th Heir

| | | +-- 
Emmanuel
 (2008–) 
6th Heir

| | | +-- 
Helene
 (2009–)
| | | +-- 
Luigi
 (2011–) 
7th Heir

| | |
| | +-- 
Isabella
 (1963–)
| |
| +-- 
Felix
 (1916–2011)
| +-- 
Carl Ludwig
 (1918–2007)
| +-- 
Rudolph
 (1919–2010)
|
+-- 
Maximilian
 (1895–1952)
```

### Công tước của Modena
```
Rinaldo III
 d'Este
× Charlotte, Duchess of Braunschweig-Lüneburg
|
+-- 
Francesco III
 (1698–1780)
× Charlotte d'Orléans
|
+-- 
Ercole III
 (1727–1803)
× Maria Teresa Cybo-Malaspina, Duchess of Massa, Princess of Carrara
|
+-- Rinaldo Francesco d'Este (1753)
+-- 
Maria Beatrice
 (1750–1829)
× 
Ferdinand Karl
, Archduke of Austria
| 
+-- Josef Franz (1772)
+-- 
Francis IV, Duke of Modena
 (1779–1846)
| × Maria Beatrice of Savoy
| |
| +-- Maria Theresia of Austria-Este (1817–1886)
| | × Henri of Bourbon-Artois, Count of Chambord
| +-- 
Franz V of Austria-Este
 (1819–1875)
| | × Adelgunde of Bavaria
| | |
| | +-- Anna Beatrice of Austria-Este (1848–1849)
| |
| +-- Ferdinand Karl of Austria-Este (1821–1849)
| | × Elizabeth Austria (granddaughter of Emperor Leopold II)
| | |
| | +-- Maria Theresia of Austria-Este (1849–1919)
| | × Ludwig III, King of Bavaria
| |
| +-- Maria Beatrix of Austria-Este (1824–1906)
| × Juan of Borbón, Count of Montizon
| |
| +-- Carlos of Borbón, Duke of Madrid (1848–1909)
| +-- Alfonso Carlos of Borbón, Duke of San Jaime (1849–1936)
|
+-- Ferdinand of Austria-Este (1781–1850)
+-- Maximilian Joseph of Austria-Este (1782–1863)
|
+-- Karl of Austria-Este (1785–1809), Archbishop of 
Esztergom

+-- Maria Theresia of Austria-Este (1773–1832)
| × Vittorio Emanuele I of Savoy; had issue
|
+-- Josepha of Austria-Este (1775–1777)
+-- Maria-Leopoldine of Austria-Este (1776–1848)
| × Ludwig, Count von Arco; had issue
|
+-- Maria Antonia (1784–1786)
+-- Marie Ludovika of Austria-Este (1787–1816)
× Franz II, Holy Roman Emperor
```

## chú thích
1. 1 2  "Almanach de Gotha", Maison de Habsbourg-Lorraine, (Gotha: Justus Perthes, 1944), pp. 50-52, (French).
2. ↑  "Wiener Zeitung, ngày 5 tháng 5 năm 1917". Politische Chronik der Österreichisch-ungarischen monarchie. 1917. tr. 277.
3. 1 2 3  Genealogisches Handbuch des Adels, Fürstliche Häuser XVI. "Haus Österreich". C.A. Starke Verlag, 2001, pp. 90-92. ISBN 978-3-7980-0824-8.